# 心智

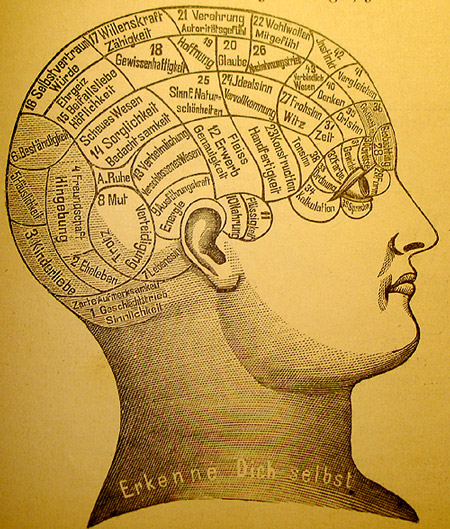
颅相学中提出的一幅大脑的分区图。颅相学是第一个试图解释人类思维活动与其大脑布局对应关系的学科。

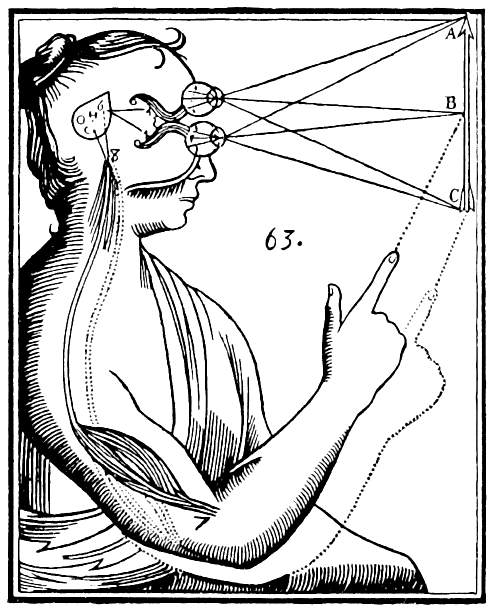
笛卡儿用于展示二元并存理念所绘制的图画。 笛卡尔认为人从外部通过感觉器官获得信息，并传送至松果体内，并在那里传送到非物质的心灵。

心智（英語：mind；亦常稱為心靈）指一系列认知能力组成的总体，这些能力可以让个体具有意识、感知外界、进行思考、做出判断以及记忆事物。心智是人类的特征，但是其它的生物可能也具有心智。
很长的时间里面人们都试图从哲学、宗教、心理学和认知科学的角度来试图理解心智究竟是什么，并尝试探究心智的独特性质。围绕心智的本质所产生的问题主要是它与大脑和神经系统的关系，这个问题也构建了心身二分法的观念。心身二分法讨论了心智是否在某一程度上独立于人体的肉体（二元论与唯心主义），而肉体来自于并且可以被认作是包括神经活动在内的物理现象（物理主义），也讨论了心智是不是与我们的大脑以及大脑活动保持一致。另一个问题则讨论是否只有人类才拥有心智，或者是部分或全部动物以及所有生物也拥有心智，或者甚至人造机器也可能拥有心智。
无论心智与肉体的关系究竟如何，人们普遍都认为心智使个体具有主观察觉，并且对其周围环境存在意向性，可以通过一定的媒介感知并回应刺激，同时拥有意识，可以进行思考和感觉。
研究心智的著名哲学家包括柏拉图、笛卡儿、莱布尼茨、康德、马丁·海德格尔、约翰·罗杰斯·希尔勒和丹尼尔·丹尼特等人。包括西格蒙德·弗洛伊德和威廉·詹姆士在内的心理学家也从心理学的角度建立了有关人类心智本质的一系列有影响力的理论，以便对心智进行描述和定义。在20世纪晚期和21世纪初期的认知科学领域内，科学家已经建立并发展了多种途径和方法来对心智和与心智有关的现象进行描述。在人工智能领域也开始尝试结合控制论和信息论来对非人类心智存在的可能性进行探索，并尝试研究将人类精神现象在机器上实现的方法。
有关于心智的概念，不同的文化和宗教传统都对其有着不同的理解。有一些认为心智是人类特有的一种特质，而其他则认为动物、神祇以及非生命物体都具有心智（泛心论和泛灵论）。早期的一些记录将心智（有时也被描述为与灵魂和精神相同的东西）与包括来世、宇宙学和自然规律在内的理论联系在一起。这样的例子包括琐罗亚斯德、释迦牟尼、柏拉图、亚里士多德以及其它古希腊、印度和后来伊斯兰与中世纪欧洲哲学家所提出的教义。

## 詞源
古英语中gemynd一詞的本意是记忆的能力，而不是通常所指的思想。因此英语中有如call to mind、come to mind、keep in mind、to have mind of等的用法。同時古英语中還有其它表達“心智（mind）”的詞语，例如hyge一詞的意思為“心智、精神”。
“Memory”一詞的含意與古诺尔斯语中munr一詞意思相似，為“記憶”之意。這個源起源自原始印歐語的*ménos（意為心智），它來自動詞詞根*men-，該詞根意思為“去思考、去記住”，正因如此拉丁語中的mens一詞意思為“心智”，梵語中的मनस्（Manas，意）意思也为“心智”，希臘語中的μένος意思則為“心智、勇氣、憤怒”。
心智一詞可以被概括所有的智力、思想、意志、感覺和記憶，這一概念是在14世紀和15世紀被提出的
。

## 心智、大腦同一論
心智、大腦的本體論認為，不管思維還是智力，它們都紮根於大腦，而並不利用、依賴、或與非物質相互作用。儘管如此，大都認為離開大腦的組織來談論思維的組織，也是合理的，而且認知科學家也並不僅僅是神經科學家。這是根據不同層次的分析來論證。一個認知科學家可以在符號層次上斷言說一個推理為正確，而神經科學家則在物理層次上來執行符號層次。

## 思维
思想脈絡，邏輯。
人們在思考問題與答案時，會將過去的經驗拿出來做分析、比對。若沒有加入其他人的經驗和想法，再一次的分析、參考，則到最後所得到的答案，往往和過去是相類似的。

## 科学研究

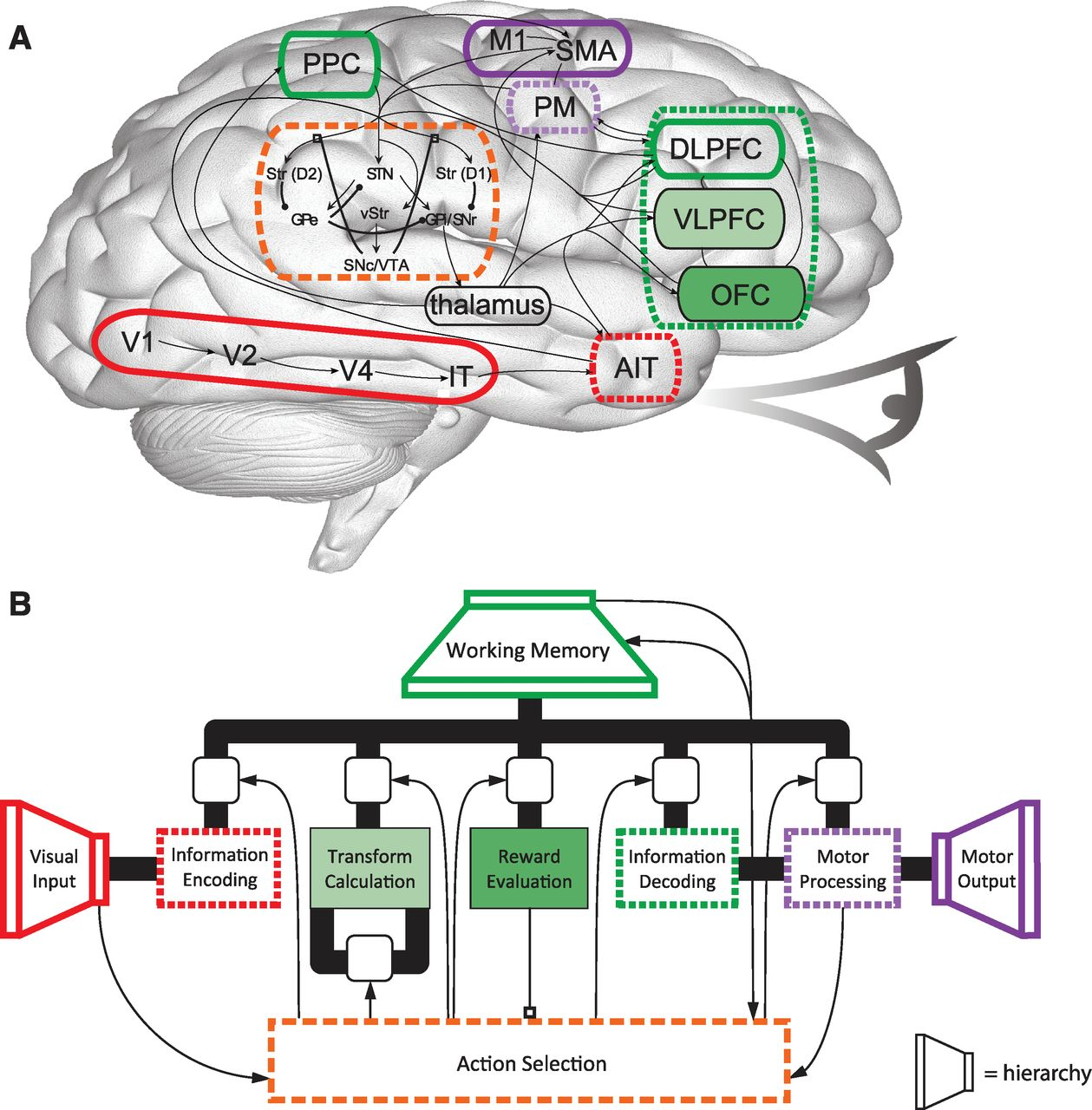
Spaun，一个拥有250万个模拟神经元的虚拟大脑的简化示意图。

### 神经科学
神经科学研究神经系统——心智的物质基础。

### 认知科学
认知科学研究造成信息处理（认知）的心智功能。

### 心理学
心理学是研究人类行为，心理功能和经验。

## 相关学说

### 超心理學
超心理学是研究一些超常现象或者是看起來是超自然的現象的學科，這些現象包括预知、念力和心灵感应等。超心理學的英文為Parapsychology，這个詞來自於古希臘語para（意思為“超出、其它”）、psyche（意思为“心靈、靈魂”）和logos（意思为“解釋”）構成，由德国心理學家玛克斯·德索（Maximilian Dessoir ）在1889年左右提出。美國植物學家约瑟夫·莱因（Joseph Banks Rhine）後來普及了超心理學這一概念，並替換了早期所提出的“特異功能研究”一詞，同時在研究方法中引入了試驗方法來進行研究各類靈異現象。
超心理學是廣受爭議的一門學科，很多科學家都相信特異功能其實不存在。這門學科的科学性被很多科學家質疑，他們認為超心理學是一門伪科学。